# Queens of the Stone Age
Queens of the Stone Age (também conhecidos pelo acrônimo QotSA) é uma banda norte-americana de rock formada em Palm Desert, Califórnia em 1996.
É muito conhecida por popularizar o gênero stoner rock que até os anos 2000 não era muito conhecido. Sempre em constante mudança de integrantes a banda possui apenas o vocalista, guitarrista e compositor, Josh Homme, como integrante original.

## Período Pré-QOTSA
Antes do surgimento do Queens of the Stone Age, existia uma banda californiana chamada Kyuss que, após ser apadrinhada pelo produtor Chris Goss, partiu do completo anonimato para tornar-se ícone cult da cena heavy metal americana, chegando inclusive a figurar como o principal expoente do subgênero stoner rock.
Muitos talentos fizeram parte da formação do Kyuss durante sua existência. Entre eles estavam: Josh Homme, Nick Oliveri, John Garcia e Alfredo Hernandez.
No entanto, apesar da popularidade, o Kyuss se dissolveu em 1995 e o líder e guitarrista Josh Homme mudou-se para Seattle.
Em Seattle, Josh ingressou no Screaming Trees como segundo guitarrista durante a turnê do álbum Dust de 1996, tendo inclusive participado do festival Lollapalooza em sua última edição com o Trees, tocando ao lado de bandas como Soundgarden e Metallica.
A partir de 1997, com as atividades do Screaming Trees se tornando cada vez mais esparsas, Josh encontra tempo suficiente para trabalhar em um projeto próprio. Foi o início da série Desert Sessions, projeto que permitiu a ele se expressar com maior liberdade e experimentalismo. Logo em seguida, Josh resolve montar outra banda, o Queens of the Stone Age.

## História

### Começo de carreira e primeiro disco
Com a ajuda do baterista Alfredo Hernandez, eles retornam à região do deserto californiano para trabalhar o som da nova banda. Embora o som do Queens of the Stone Age, à primeira impressão, relembre o Kyuss, fica bem claro que o QotSA traz uma proposta diferente, com uma sonoridade mais variada.
Homônimo, o primeiro álbum foi financiado pela própria banda e acabou lançado em Setembro de 1998 pela gravadora Loosegroove, de propriedade de Stone Gossard, guitarrista do Pearl Jam. Um acordo entre a Loosegroove e a Roadruner, permitiu que o disco fosse lançado inclusive no Brasil. O álbum teve uma repercussão impressionante e ajudou a fixar o nome do Queens of the Stone Age como uma das grandes promessas do rock atual. A banda esteve em turnê por quase dois anos, tocando junto com grandes nomes como Bad Religion, Rage Against the Machine, Smashing Pumpkins, Hole e Ween.
Sem baixista, Josh gravou todas as linhas de baixo no disco, sobre o codinome Carlo Von Sexron. Após um tempo, o baixista, cantor, compositor e ex-Kyuss, Nick Oliveri assumiu as quatro cordas, para acompanhar Dave Catching na guitarra e teclado. 
Antes do primeiro disco ser lançado, o ex-baterista do Soundgarden, Matt Cameron, o guitarrista, John McBain e os baixistas, Van The Kid Corner e Mike Johnson também participaram durante um pequeno período da banda.
Mario Lali participou entre 1999 e 2000, porém saiu em menos de um mês.

### Rated R
Em Junho de 2000, o Screaming Trees anuncia o seu fim, deixando Josh exclusivamente dedicado ao QotSA, que, de volta a Palm Desert, trabalhava no seu segundo álbum que contaria com várias participações especiais. No mesmo mês é lançado R, desta vez pela Interscope, uma gravadora de grande porte. O disco, que possui participações de Mark Lanegan e Barrett Martin do Screaming Trees, Rob Halford do Judas Priest e Pete Stahl do Scream e Goatsnake, dentre outros, é recebido com entusiasmo pela crítica, mas não atinge grandes cifras em vendagem, apesar de singles candidatos a hit como "Feel Good Hit of the Summer" e "The Lost Art of Keeping a Secret". Para o segundo disco, o QotSA contou com dois bateristas: Gene Troutman e Nicky Lucero.
O Queens of the Stone Age embarcou em mais uma exaustiva turnê de dois anos pelo mundo todo, incluindo uma memorável apresentação no Rock in Rio em janeiro de 2001, onde o baixista Nick Oliveri se apresentaria ao palco do evento completamente nu e acabou quase sendo preso. Após o episódio, o baixista declarou não saber que era proibido ficar nu no palco. Ele justificou que viu vários desfiles do Carnaval brasileiro na TV, onde mulheres e homens apareceram nus.

### Songs For The Deaf

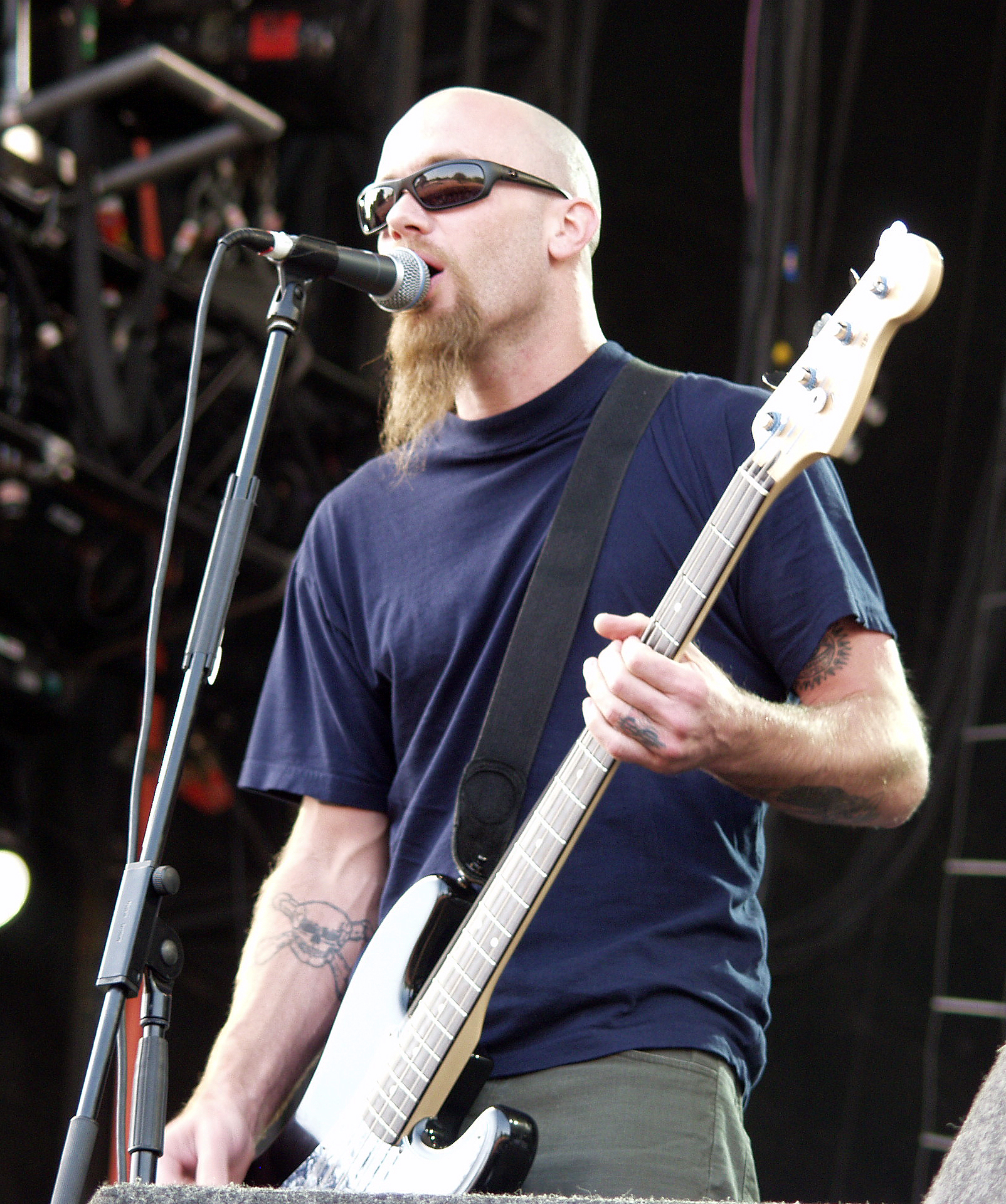
Nick Oliveri, ex-baixista do QotSA, no V Festival de 2003.

No ano seguinte a banda já estava em estúdio preparando seu terceiro disco. Mark Lanegan se torna um integrante definitivo do grupo, atuando como segundo vocalista, enquanto que na bateria a banda contaria com a participação do ilustre Dave Grohl, ex-Nirvana e líder do Foo Fighters. Nesse mesmo ano Troy Van Leeuwen entra para a banda como segundo guitarrista. Com o disco pronto, o Queens embarca em mais uma turnê, com Lanegan, Troy e Grohl. Songs for the Deaf é lançado em Agosto e o sucesso entre público e crítica é quase unânime.
Em 2002, a banda passa por complicações. Depois de Dave Grohl retornar ao Foo Fighters (lançando logo após um disco que possui latentes influências de seu período no Queens), Joey Castillo assume as baquetas do grupo. No final de 2003, Josh resolveu demitir Nick Oliveri, alegando estar cansado do comportamento completamente irresponsável de seu companheiro. Mark L anegan ficaria até o lançamento do próximo CD, por isso foi lançado o EP Stone Age Complications numa tentativa de abafar a turbulência, enquanto Josh Homme tenta reorganizar a banda para gravar o quarto disco.

### Lullabies To Paralyze

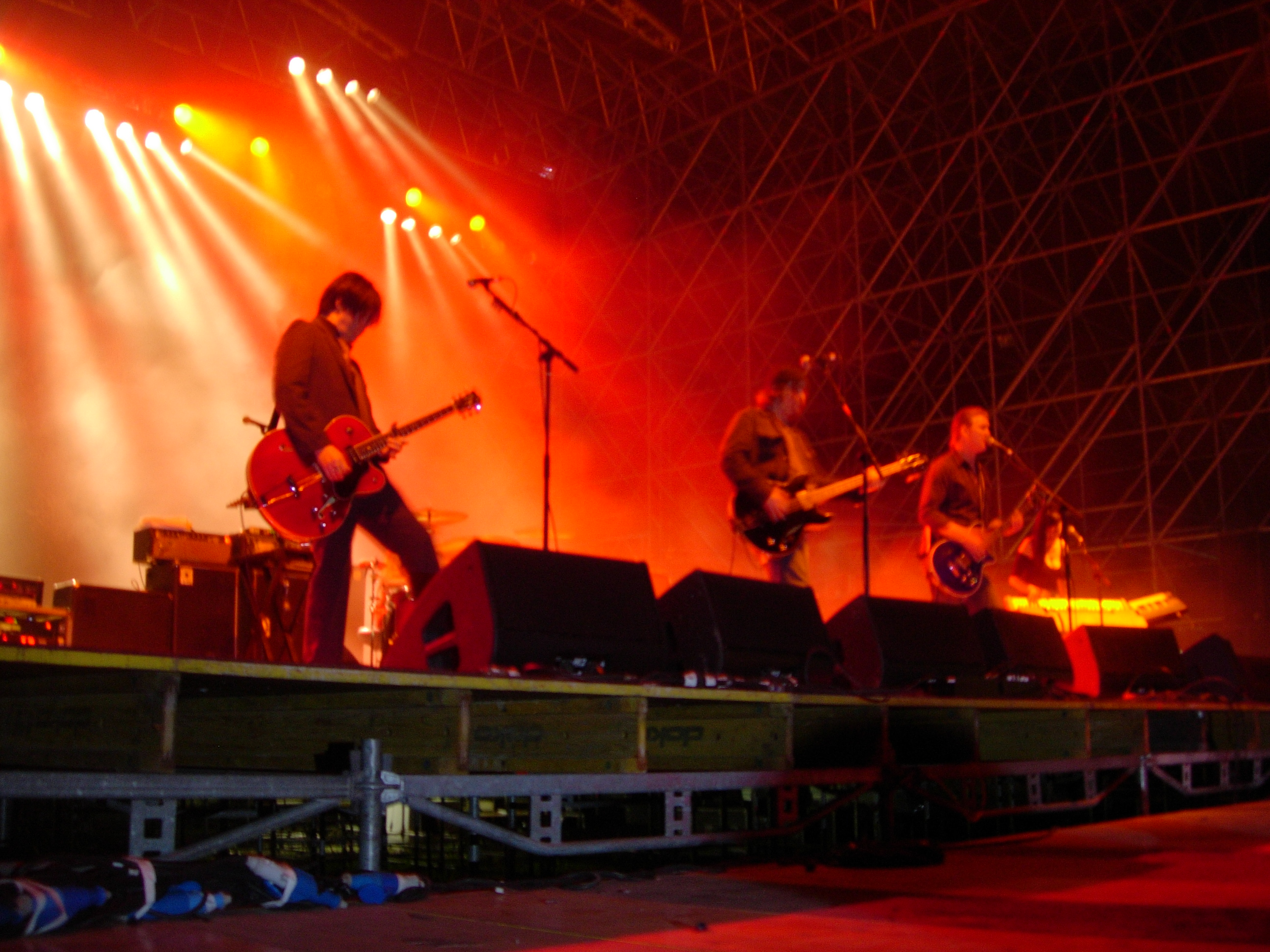
Concerto do Queens of the Stone Age em Bolonha, 2005.

Eis que Lullabies to Paralyze, quarto álbum da banda é lançado e com ele uma proposta diferenciada para o QotSA surge. Embora muito da ferocidade da banda tenha sido suprimida nessa obra, é trazida à tona toda a capacidade dos integrantes comporem melodias mais densas, sombrias e perturbadoramente pesadas. Apos alguns shows que contarar com a ilustre presença de Billy Gibbons do ZZ Top, Mark Lanegan deixa a banda. O line-up da banda Josh Homme, Alain Johannes (multi-instrumentista que já colaborou no Desert Sessions e com Chris Cornell), Troy Van Leeuwen, Natasha Shneider e Joey Castillo saem em turnê pelo mundo.
Momentos marcantes dessa era são: a gravação do MTV Akustik Session em Berlim, a reunião com John Garcia (ex-vocalista do Kyuss) em um dos shows da banda cantando canções do antigo grupo e a gravação do primeiro CD/DVD ao vivo Over The Years And Through The Woods nas casas de espetáculos Brixton Academy e KOKO, em Londres. Tais shows haviam sido adiados por duas vezes e os músicos decidiram presentear o público presente com um EP contendo a faixa inédita "The Fun Machine Took A Shit & Died", supostamente "perdida ou roubada" durante as gravações de Lullabies to Paralyze (a banda admitiu mais tarde que a música havia sido trabalhada em outro estúdio).

### Era Vulgaris

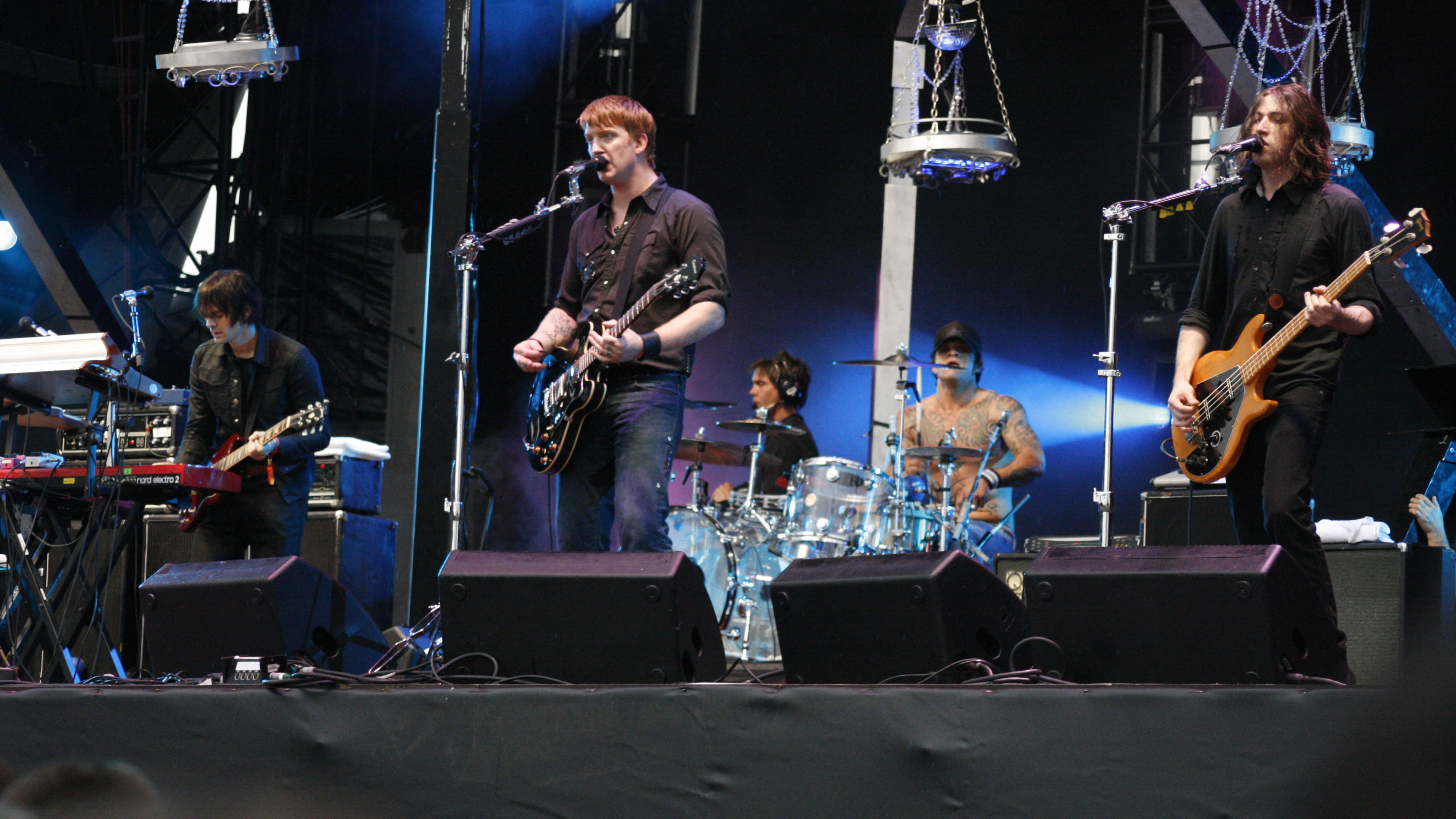
Concerto do Queens of the Stone Age no Wireless Festival, 2007.

Após o fim das turnês de divulgação de Lullabies, Josh Homme e Brody Dalle tiveram uma filha e pouco se soube sobre o que a banda faria a seguir. Eis que no segundo semestre de 2006, o QotSA entra em estúdio para gravar seu 5º álbum, novamente com a produção de Chris Goss. O álbum, intitulado Era Vulgaris, é finalizado em Março de 2007 e seu lançamento é esperado para Junho do mesmo ano. O line-up atual da banda não é sabido, mas rumores indicam que Alain e Natasha decidiram voltar suas atenções à sua banda original, Eleven.
Mais uma vez ocorreram rumores de que Oliveri voltaria ao grupo, muito em função da interrupção abrupta dos shows de divulgação de sua atual banda, Mondo Generator. Entretanto, os boatos foram desmentidos após a contratação de Michael Shuman, do Wires On Fire e Dean Fertita do The Raconteurs. O novo álbum terá colaborações de Jesse Hughes do Eagles Of Death Metal, Trent Reznor do Nine Inch Nails e Julian Casablancas do Strokes. Billy Gibbons do ZZ Top e Mark Lanegan retornam mais uma vez ao cast do Queens of the Stone Age.

### ...Like Clockwork
Em 20 de agosto de 2012, a banda declarou via Facebook por uma atualização de status que eles estavam gravando um novo álbum.
Em março de 2013, o Queens of the Stone Age anuncia seu novo álbum, intitulado ...Like Clockwork, lançado em 4 de junho de 2013. O álbum conta com diversas participações especiais, entre elas a de Trent Reznor (Nine Inch Nails), Elton John, Jake Shears (Scissor Sisters), Alex Turner (Arctic Monkeys), além dos regressos de Dave Grohl, Nick Oliveri e Alain Johannes. Em 30 de março de 2013 durante apresentação no Lollapalooza Brasil, a banda apresentou seu novo baterista, Jon Theodore, ex-The Mars Volta, além do que viria a ser o novo single, intitulado "My God is the Sun". No dia 8 de abril, o novo single foi lançado de forma oficial, juntamente com o anúncio da data de lançamento (3 de junho) e a listagem de músicas.
“…Like Clockwork” acabou garantindo à banda o seu primeiro número 1 na Billboard após vender 91 mil cópias, desbancou Random Access Memories do Daft Punk do topo da parada americana após duas semanas de reinado, segundo a Nielsen SoundScan. Também foi a primeira vez que a Matador Records viu um álbum seu na liderança nos charts americanos.
Impressionantemente, “…Like Clockwork” vendeu 12 mil discos de vinil em sua primeira semana – cerca de 13% de suas vendas totais. Naturalmente, também estreou em 1º lugar na parada de álbuns de vinil. Esta foi a segunda maior semana de vendas para um LP desde que a SoundScan retomou o chart específico em janeiro de 2010.

### Villains
Após um período de pausa iniciado em Março de 2015, quando encerraram dois anos com a turnê de ...Like Clockwork, em Junho de 2016 a banda começou a trabalhar em seu 7º disco de estúdio, o Villains.
Sua primeira faixa a ser apresentada foi a "Feet Don't Fail Me", que foi divulgada na página da banda na Internet como um vídeo promocional, em Junho de 2017. Aparentemente o álbum possuiria uma pegada remetente à sonoridade do Era Vulgaris, o que acabou não se confirmando quando o álbum foi lançado de forma oficial em Agosto do mesmo ano. 
O álbum apresenta uma sonoridade mais dançante, o que fica muito evidente no 1º single do disco: "The Way You Used To Do". Essa nova estética do Queens of the Stone Age se deve principalmente à entrada do novo produtor: Mark Ronson, ele que já produziu Bruno Mars e Adele, coisa que dividiu muito a opinião da crítica e dos fãs. O provável motivo de Josh Homme ter optado por esse ambiente mais alegre, enérgico e dançante é de que ele produziu o seu disco antecessor, ...Like Clockwork, após uma fase muito pesada da vida dele. Se naquele álbum ele exorcizou todos os seus "demônios", este seria o disco para contrabalancear o fato.

## Integrantes
- Josh Homme - Vocal e Guitarra (1997-presente)
- Troy Van Leeuwen - Guitarra, backing vocals, teclados, lap steel (2002-presente)
- Dean Fertita - Teclados, guitarra, backing vocals (2007-presente)
- Michael Shuman - Baixo, backing vocals, percussão (2007-presente)
- Jon Theodore - Bateria, percussão (2013-presente)

## Discografia
Álbuns de estúdio
- Queens of the Stone Age (1998)
- Rated R (2000)
- Songs for the Deaf (2002)
- Lullabies to Paralyze (2005)
- Era Vulgaris (2007)
- ...Like Clockwork (2013)
- Villains (2017)
- In Times New Roman... (2023)